# Lyle Lovett
Lyle Lovett (Houston, 1957. november 1. –) amerikai énekes, színész, dalszerző, producer. Elsősorban countryt és bluest énekel. Hank Williams, Willie Nelson, Nat King Cole, Ray Charles inspirálta előadóművészetét.

## Pályakép
William Pearce és Bernell Louise (született Klein) gyeemekeként azületett. Egy marketingvezető szakember fia. Evangélikus egyházi közösségben nevelkedett. A Texas A&M University-n jtahult, ahol 1980-ban német nyelvből és újságírásból diplomát szerzett. Az 1980-as évek elején gyakran zenélt a kampusz melletti kis bárokban.
1980 óta van a profi pályán. 13 albumot és 25 szólólemezt (singles) adott ki, közülük a legsikeresebb lemez a Billboard Hot Country Songs listán „Cowboy Man” volt.
Négy Grammy-díja van.

## Lemezek
- 1986: Lyle Lovett
- 1988: Pontiac
- 1989: Lyle Lovett and His Large Band
- 1992: Joshua Judges Ruth
- 1994: I Love Everybody
- 1996: The Road to Ensenada
- 1998: Step Inside This House
- 2003: My Baby Don’t Tolerate
- 2007: It’s Not Big, It’s Large
- 2009: Natural Forces
- 2012: Release Me

## Filmek

### Filmzenéi
- A nagy csapat (1989)
- Miami Vice (1989)
- Örökké (1989)
- A pokol konyhája (1990)
- Házinyúlra nem lövünk (1990)
- Farkangyal (1991)
- Síró játék (1992)
- Páratlan prédikátor (1992)
- A cég (1993)
- A nagy csapat 2. (1994)
- Tanulj, tinó! (1994)
- Sorsjegyesek (1994)
- Kvíz-show (1994)
- Toy Story – Játékháború (1994)
- 2 nap a völgyben (1996)
- Caroline New Yorkban (1996)
- Égiposta (1996)
- Három a doktor (1997)
- Apák napja (1997)
- Nekem 8 (1997)
- Az apostol (1997)
- Majd elválik (1998)
- Agyaggalamb (1998)
- A jófiúk egyedül hálnak (1999)
- Pasifogó (1999)
- Dawson és a haverok (1999)
- Dilidoki (1999)
- A pálya csúcsán (1999)
- Stuart Little, kisegér (1999)
- Ötösfogat (2000)
- Ahol a szív lakik (2000)
- Dr. T és a nők (2000)
- Csók, Jessica Stein (2001)
- Baseball-barátok (2001)
- Odavagyok a pasiért (2001)
- Drót (2003)
- A tolmács (2005)
- Rumlis vakáció (2006)
- Kis nagy hős (2006)
- A lankadatlan – A Dewey Cox sztori (2007) (színész is)
- Testvérek (2007-2009)
- True Blood – Inni és élni hagyni (2009)
- Zeneóra Jools Hollanddel (2009)
- David Letterman show (2009)
- Vásott szülők (2010)
- Barátok babával (2011)
- Alabama és Monroe (2012)
- Megmaradt Alice-nek (2014)
- Lucy az égben (2019)
- Kiút (2022)

### Színészként
- A játékos (1992)
- Rövidre vágva (1993)
- Pret-a-porter – Divatdiktátorok (1994)
- Megőrülök érted (1995-1999)
- Szilikon völgy (1997)
- Nem ér a nemem! (1998)
- Félelem és reszketés Las Vegasban (1998)
- Cuki hagyatéka (1999)
- Az új fiú (2002)
- Család újratöltve (2009)
- Castle (2010)
- Angyalok éneke (2013)
- A híd (2013-2014)
- Családom, darabokban (2017)
- Zsaruvér (2020-2023)
- Végtelen égbolt (2022-2023)

## Grammy-díjak
- Best Country Album (1996 a The Road to Ensenada-ért)
- Best Country Duo/Group with Vocal (1994)
- Best Pop Vocal Collaboration (1994: Funny How Time Slips Away (Al Greennel)
- Best Country Male Vocal (1989: Lyle Lovett and His Large Band)

## További információ
- Hivatalos oldal
- Lyle Lovett a Facebookon
- Lyle Lovett a PORT.hu-n (magyarul)
- Lyle Lovett az Internetes Szinkronadatbázisban (magyarul)
- Lyle Lovett az Internet Movie Database-ben (angolul)
- Lyle Lovett a Rotten Tomatoeson (angolul)